# Tractament de la malaltia de Crohn
El tractament de la malaltia de Crohn inclou una sèrie de fàrmacs i procediments quirúrgics que serveixen per mitigar els símptomes provocats per aquesta malaltia inflamatòria intestinal. A data de 2013, encara no s'ha trobat cap cura per aquest trastorn, de manera que l'èxit d'un determinat tractament es determina segons la seva eficàcia a l'hora d'iniciar o mantenir la remissió de la malaltia.
A més de medicaments que tracten directament de la malaltia, molts pacients prenen suplements de minerals i vitamines per contrarestar-ne els efectes negatius, que inclouen malabsorció de nutrients, falta de vitamines i anèmia per manca de ferro.

## Fàrmacs

### Aminosalicilats
Els 5-aminosalicilats (5-ASA) són medicaments d'estructura química relativament similar a la de l'aspirina que es fan servir en el tractament de la colitis ulcerosa i, en menor mesura, de la malaltia de Crohn.
La mesalamina és el 5-ASA més utilitzat per la malaltia de Crohn, tot i que molts estudis han trobat que la diferència entre mesalamina i placebo és petita o nul·la. Si es tenen en compte els diferents tipus de pacients, sembla que la mesalamina té un efecte beneficial petit però real en la malaltia colònica, efecte que no es dona en els pacients amb malaltia de l'intestí prim. Diversos investigadors han observat que la incidència de càncer intestinal és menor en els malalts de Crohn que prenen mesalamina, tot i que no se sap si això és degut a un hipotètic efecte quimioprotector de la mesalamina o simplement al fet que els pacients que prenen aquest fàrmac solen tenir una forma lleu de la malaltia.
La sulfasalazina és un profàrmac de la mesalamina i de l'antibiòtic sulfapiridina que és transformat per bacteris intestinals. Tot i que alguns metges valoren l'efecte positiu de l'antibiòtic, el perfil de tolerància de la sulfasalazina és pitjor que el de la mesalamina perquè té més efectes secundaris.

### Esteroides
Els esteroides són fàrmacs particularment eficaços a l'hora d'induir una remissió en els malalts de Crohn. Tanmateix, la seva panòplia d'efectes secundaris significatius i la dependència fisiològica dels esteroides que es desenvolupa durant el tractament a llarg termini fan que els metges intentin utilitzar-los durant tan poc temps com sigui possible. Normalment, es fan servir els esteroides per fer entrar el pacient en remissió i, tan aviat com aquest fet s'ha produït, es canvia el tractament.
La prednisolona i la cortisona han estat dos dels pilars del tractament de la malaltia de Crohn des de fa dècades. Tanmateix, la seva acció sistèmica (que afecta tot el cos) sempre ha estat un problema. Per aquest motiu, aquests esteroides caigueren en un desús relatiu amb el desenvolupament d'esteroides d'acció més localitzada, com ara la budesonida. Tanmateix, encara es fan servir quan el pacient no reacciona als esteroides de primera línia. Si és necessari, es poden administrar esteroides en forma d'ènema.

### Immunosupressors

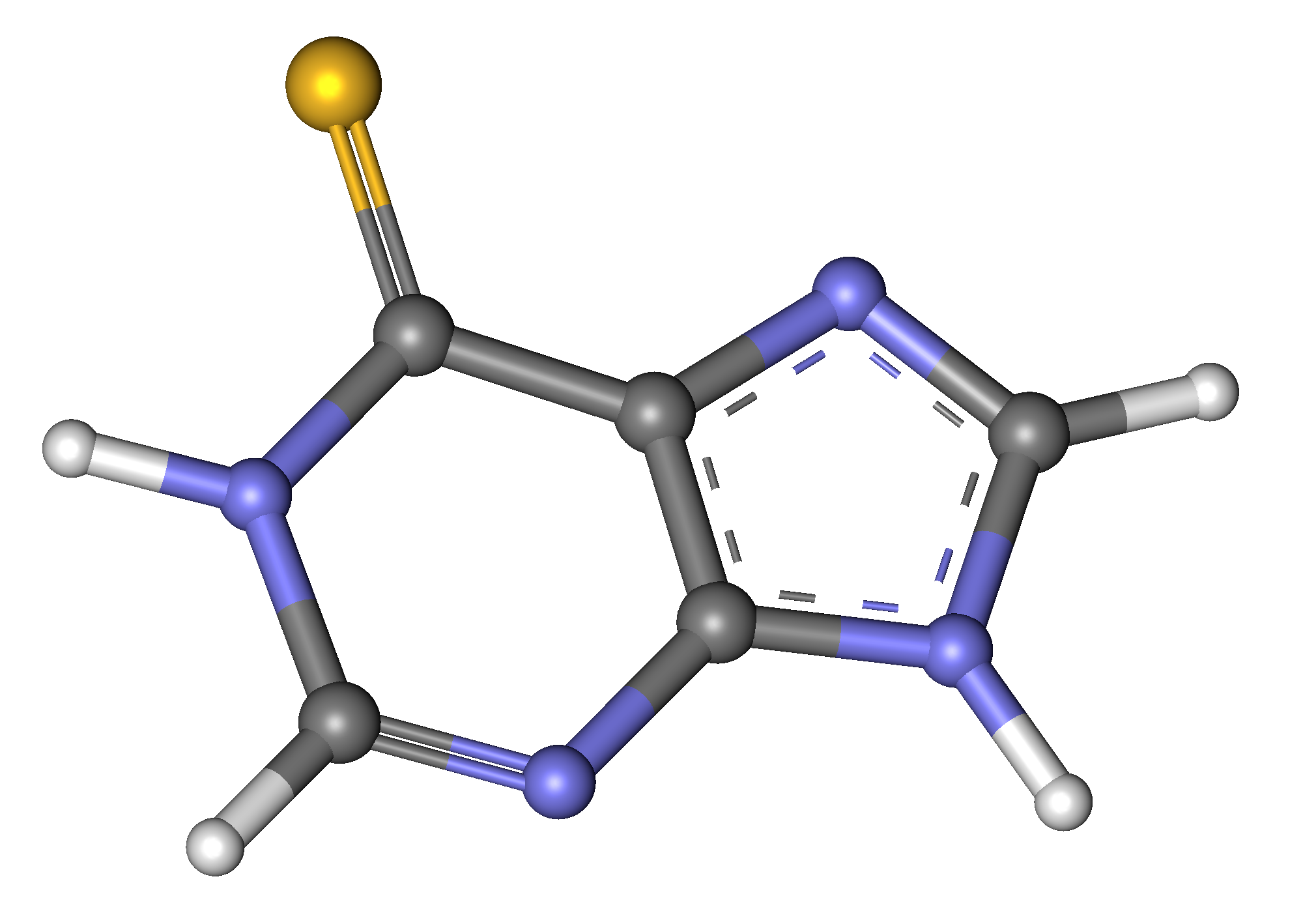
Estructura química de la 6-mercaptopurina

La malaltia de Crohn és un trastorn en el qual el sistema immunitari del pacient ataca el seu propi cos. Per això, es fan servir immunosupressors en un intent de reduir la intensitat de la resposta autoimmunitària. Els immunosupressors més utilitzats en la malaltia de Crohn són la 6-mercaptopurina i el seu profàrmac, l'azatioprina. La comunitat mèdica aprecia aquests agents perquè són eficaços i ofereixen una alternativa als esteroides, però se'ls ha associat a una sèrie d'efectes secundaris greus i potencialment mortals, com ara hepatotoxicitat, càncer de pell i limfoma T hepatoesplènic.

### Anti-TNF-α
Els anti-TNF-α són anticossos dissenyats per bioenginyers que inhibeixen el factor de necrosi tumoral α i, per tant, mitiguen la resposta immunitària. Arribaren al mercat a finals de la dècada del 1990 i principis de la dècada del 2000, obrint un nou paradigma de tractament per la malaltia de Crohn. L'eficàcia dels anti-TNF-α en els pacients que hi responen és molt elevada. Aquests medicaments, que inclouen l'infliximab, l'adalimumab i el natalizumab, entre d'altres, milloren molt la qualitat de vida en aquests pacients. Malauradament, fins i tot aquests fàrmacs tenen desavantatges. D'una banda, el seu preu és molt elevat, tant en termes absoluts com en comparació amb altres medicaments per la malaltia de Crohn, i els departaments de salut d'alguns països no el cobreixen completament per considerar que són «tractaments experimentals». D'altra banda, molts pacients acaben desenvolupant anticossos contra els anti-TNF-α amb el pas del temps, cosa que en disminueix l'efectivitat parcialment o total i fa que calgui canviar de medicament. Finalment, els anti-TNF-α també tenen efectes secundaris greus, principalment associats a la seva potent acció immunosupressora, que inclouen els efectes secundaris descrits a la secció Immunosupressors i el risc de patir infeccions potencialment mortals.

### Antibiòtics
El metronidazole i la ciprofloxacina són antibiòtics que s'utilitzen per tractar malaltia de Crohn amb afectació colònica o perianal, tot i que aquesta indicació no ha estat aprovada per l'Administració d'Aliments i Fàrmacs dels Estats Units. També serveixen per tractar complicacions, com ara abscessos i altres infeccions associades a la malaltia de Crohn.

### Altres fàrmacs

#### Anatabina
L'anatabina és un antiinflamatori que es ven sense recepta amb el nom de marca «Anatabloc». No hi ha cap estudi revisat per experts que hagi demostrat la seva efectivitat per tractar les MII, però hi ha casos anecdòtics de pacients que milloren amb aquest medicament. Tot i que encara no hi ha cap estudi definitiu, Star Scientific i Rock Creek Pharmaceuticals han dut a terme estudis sobre els efectes d'Anatabloc en la malaltia de Crohn i la colitis ulcerosa, obtenint resultats preliminars positius en models animals.

#### Citrat de sildenafil
Investigadors del University College de Londres han posat en dubte la conveniència de reprimir el sistema immunitari dels malalts de Crohn, suggerint que el problema podria raure en un sistema immunitari excessivament feble, no excessivament fort. El seu estudi revelà que els malalts de Crohn presentaven una resposta anormalment dèbil a les noves infeccions, evidenciada per la manca de flux de sang a la ferida. La resposta millorava si se'ls administrava citrat de sildenafil.

#### Metotrexat
- El metotrexat és un antimetabòlit antagonista del folat que també es fa servir com a agent quimioterapèutic. Ajuda a mantenir en remissió els pacients que han deixat de prendre corticoesteroides.[6] Tot i que el seu ús és habitual en altres malalties de tipus immunitari, com ara l'artritis reumatoide, a bastants països el metotrexat no ha estat aprovat oficialment per tractar la malaltia de Crohn. Tanmateix, molts metges el recepten i en alguns pacients pot ser tan útil com els medicaments aprovats per a aquest trastorn.

#### Naltrexona a dosis baixes
La naltrexona és un medicament que es fa servir per tractar l'addicció als opioides o a l'alcohol. Tanmateix, a dosis molt més baixes, s'utilitza en una gran varietat de malalties per a les quals no ha estat aprovada explícitament. La malaltia de Crohn n'és una. La Facultat de Medicina de la Universitat Estatal de Pennsilvània dugué a terme un estudi pilot per avaluar la seguretat i la tolerància del tractament amb naltrexona a dosis baixes en infants amb malaltia de Crohn moderada o greu. Segons els investigadors implicats, «el tractament amb naltrexona sembla segur i poc tòxic en els infants amb malaltia de Crohn, i podria reduir l'activitat de la malaltia». Tanmateix, cal tenir en compte que l'estudi només inclogué 14 pacients.

## Cirurgia
Existeixen diverses opcions quirúrgiques per tractar la malaltia de Crohn. A mitjans del segle XX es publicaren alguns casos de presumptes cures com a resultat d'una operació, però actualment es creu que la cirurgia no serveix per curar aquest trastorn. La majoria de metges veuen la cirurgia com a últim recurs, a causa de les possibles complicacions post-quirúrgiques, però n'hi ha alguns que la consideren el tractament òptim per determinats tipus de malaltia de Crohn.
La resecció intestinal consisteix a extirpar la part o les parts danyades de l'intestí i reconnectar les parts restants. Té l'avantatge d'eliminar les seccions malaltes i evitar que causin complicacions en el futur, però si es talla una quantitat significativa d'intestí el pacient pot quedar amb diarrea, malabsorció o fins i tot síndrome de l'intestí curt. Actualment, si es fa necessari recórrer a la cirurgia, aquesta és l'opció preferida.
L'hemicolectomia i la colectomia són versions més radicals de la resecció intestinals en les quals es talla mig còlon o el còlon sencer, respectivament. Aquest procediment serveix per curar els pacients de colitis ulcerosa, però no té la mateixa utilitat en els de malaltia de Crohn. En la immensa majoria de casos, la malaltia acaba tornant a manifestar-se, sovint als marges de la resecció o a prop d'ells.
L'estricturoplàstia és una operació en la qual s'eixamplen els segments d'intestí afectats per evitar obstruccions intestinals, però sense treure'ls del cos. En el passat fou un tractament popular perquè, a diferència d'altres opcions quirúrgiques, permet conservar teixit intestinal, però el seu ús ha davallat a conseqüència d'estudis que han relacionat la no-eliminació de teixit malalt amb l'aparició de càncer d'intestí prim.

## Trasplantaments de medul·la òssia
A Seattle, un equip d'investigació sobre trasplantaments al·logènics en la malaltia de Crohn està duent a terme un assaig clínic de fase 2 per curar la malaltia de Crohn amb un trasplantament de medul·la òssia, basant-se en el fet que pacients amb malaltia de Crohn que han rebut un tal trasplantament per un motiu diferent s'han curat d'aquesta malaltia.

## Helmintoteràpia
La idea per utilitzar l'helmintoteràpia («teràpia amb cucs») sorgí de l'observació que la malaltia de Crohn (i altres trastorns) té una menor incidència en països on els nens creixen en medis menys higiènics. La hipòtesi diu que el contacte amb patògens de diferents tipus, incloent-hi helmints, modularia el sistema immunitari i evitaria l'aparició de noves al·lèrgies o malalties autoimmunitàries.
El tractament consisteix a empassar-se una solució amb una quantitat suficient d'ous de Trichurus suis o larves de Necator americanus. Els helmints s'implanten a l'intestí i hi alliberen substàncies immunomoduladores que els protegeixen del sistema immunitari de l'hoste humà i, alhora, redueixen la intensitat de la resposta autoimmunitària contra el teixit intestinal.
Aquesta teràpia, encara experimental, ha tingut èxit en nombrosos estudis i podria resultar molt útil pels seus efectes secundaris gairebé nuls a curt termini. No es creu que pugui haver-hi problemes a llarg termini relacionats directament amb la presència física dels helmints. Tanmateix, igual que amb els tractaments amb immunosupressors o anti-TNF-α, la immunomodulació a llarg termini podria tenir efectes negatius. Encara no s'ha realitzat cap assaig per confirmar o desmentir aquest fet.

## Dieta
S'han proposat moltes dietes diferents per alleujar els símptomes de la malaltia de Crohn. En són exemples les dietes sense gluten, les dietes paleolítiques, les dietes sense fongs o les dietes baixes en sucres. Tanmateix, el que funciona en un determinat pacient pot no funcionar en un altre. Per aquest motiu, s'aconsella als malalts de Crohn que s'apuntin el que mengen cada dia, per tal de poder relacionar determinats aliments amb una millora o un agreujament dels símptomes i així saber quins aliments cal evitar.
Els aliments rics en fibra tenen un efecte positiu si l'intestí encara es troba en bon estat, car afavoreixen el trànsit intestinal, però si l'intestí té molta fibrosi poden provocar-hi un blocatge.

## Suplements
Molts pacients prenen suplements en forma de comprimits o injectables per pal·liar els diversos tipus de deficiències que pot provocar la malaltia de Crohn. Tant el trastorn en si com el tractament quirúrgic poden causar malabsorció i, per tant, falta de vitamines i oligoelements. Les deficiències associades amb la malaltia de Crohn inclouen:
| - falta de vitamina A - falta de beta-carotè - falta de vitamina D | - falta de vitamina E - falta de vitamina K - falta de vitamina C | - falta de vitamina B1 - falta de vitamina B2 - falta de vitamina B3 | - falta de vitamina B₁₂ - falta d'àcid fòlic - falta de biotina | - falta de calci - falta de magnesi - falta de ferro | - falta de zinc - falta de seleni - falta de potassi | - excés de coure |

Altres suplements pal·lien deficiències que no són provocades per la malaltia en si, sinó per una de les seves teràpies. És el cas dels pacients tractats amb metotrexat, que també han de prendre suplements d'àcid fòlic per evitar una insuficiència d'aquesta vitamina.

## Medicina alternativa
Més de la meitat de malalts de Crohn han provat teràpies complementàries o alternatives, que inclouen dietes especials, probiòtics, oli de peix i altres suplements nutricionals o a base d'herbes. Alguns científics pensen que cal investigar més aquests tractaments per tal de poder distingir entre teràpies eficaces i «pseudoteràpies» que no serveixen de res.
- L'acupuntura, utilitzada tradicionalment per tractar les malalties inflamatòries intestinals a la Xina, es fa servir cada vegada més al món occidental.[15] No hi ha proves suficients per recomanar l'ús d'aquesta teràpia, tot i que cal dur a terme més estudis sobre el tema.[16]
- L'homeopatia és un tractament popular per la malaltia de Crohn a Alemanya, tot i que cap estudi clínic no ha demostrat que sigui eficaç.[17]
- S'ha suggerit que la marihuana podria tenir un efecte beneficial sobre la malaltia de Crohn. Dos estudis publicats el 2013 semblaren confirmar aquesta hipòtesi,[18][19] tot i que cap dels dos no inclogué un nombre elevat de pacients.